# پترسون (نیوجرسی)
پترسون (به انگلیسی: Paterson) مرکز شهرستان پاسایک در ایالت نیوجرسی آمریکاست.
این شهر سومین شهر بزرگ ایالت نیوجرسی است.
پترسون به دلیل نقش اساسی در تولید ابریشم در نیمه اول قرن نوزدهم به نام شهر ابریشمی معروف است.

## شهروندان برجسته
فردریک رینز